# Monte Blue
Pour les articles homonymes, voir Blue.

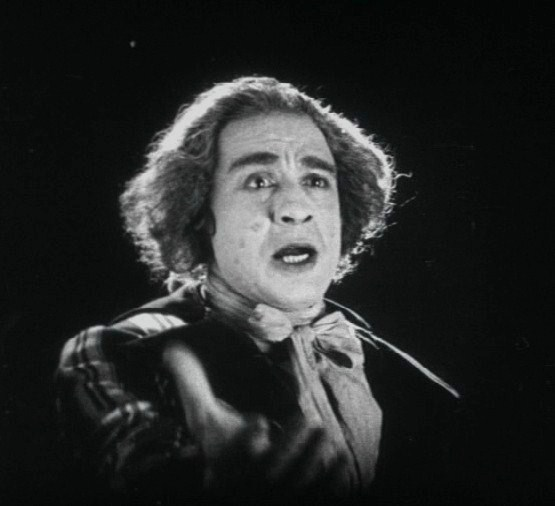
Monte Blue, interprétant Danton, dans Les Deux Orphelines (1921)

Monte Blue est un acteur américain, né Gerard Montgomery Blue à Indianapolis (Indiana) le 11 janvier 1887, mort d'une crise cardiaque à Milwaukee (Wisconsin) le 18 février 1963.

## Biographie
Monte Blue débute au cinéma en 1915, dans The Birth of a Nation de D.W. Griffith, qu'il retrouvera par la suite. Très actif durant la période du cinéma muet, aux côtés de Lillian Gish, Clara Bow ou Gloria Swanson entre autres, il réussit la transition vers le parlant et poursuit sa carrière au cinéma, avec au total plus de 200 films (souvent, il est vrai, dans des petits rôles non crédités). Mentionnons deux interprétations marquantes, celle d'un shérif dans Key Largo (1948) avec Humphrey Bogart et Lauren Bacall, et enfin, celle de Geronimo dans Apache (1954), avec Burt Lancaster et Jean Peters, sa dernière apparition au cinéma.
De 1952 à 1960, il joue également à la télévision dans plusieurs séries, notamment The Adventures of Rin Tin Tin en 1957 et 1959. Son ultime rôle à la télévision sera, en 1960, dans un épisode de Rawhide, aux côtés de Clint Eastwood.
Pour sa contribution au cinéma, une étoile lui est dédiée sur le Walk of Fame d'Hollywood Boulevard.

## Filmographie partielle

### Années 1910
- 1915 : Hidden Crime
- 1915 : Naissance d'une nation (The Birth of a Nation) de D.W. Griffith
- 1915 : Ghosts de George Nichols et John Emerson
- 1916 : The Devil's Needle de Chester Withey
- 1916 : Intolérance (Intolerance : Love's struggle throughout the Ages) de D.W. Griffith
- 1917 : Betrayed de Raoul Walsh
- 1917 : Jim Bludso de Tod Browning et Wilfred Lucas
- 1917 : Hands Up! de Tod Browning et Wilfred Lucas
- 1918 : L'Enfant de la forêt (M'Liss) de Marshall Neilan
- 1918 : La Petite Vivandière (Johanna Enlists) de William Desmond Taylor
- 1918 : Anita (The Only Road) de Frank Reicher
- 1918 : Le Roman de Tarzan (The Romance of Tarzan)
- 1918 : Le Mari de l'Indienne (ou Un cœur en exil) (The Squaw Man) de Cecil B. DeMille
- 1918 : Till I Come Back to You de Cecil B. DeMille

### Années 1920
- 1920 : L'amour a-t-il un maître ? (Something to Think About) de Cecil B. DeMille
- 1921 : Le Crime parfait (A Perfect Crime) d'Allan Dwan
- 1921 : A Broken Doll d'Allan Dwan
- 1921 : Les Deux Orphelines (Orphans of the Storm) de D.W. Griffith
- 1921 : Le Cœur nous trompe (The Affairs of Anatol) de Cecil B. DeMille
- 1922 : La Rose de Broadway (Broadway Rose) de Robert Z. Leonard
- 1922 : Peacock Alley de Robert Z. Leonard
- 1922 : My Old Kentucky Home
- 1923 : Lucretia Lombard de Jack Conway
- 1923 : La Première Femme (Brass) de Sidney Franklin
- 1923 : La Rue des vipères (Main Street), de Harry Beaumont
- 1924 : Comédiennes (The Marriage Circle) d'Ernst Lubitsch
- 1924 : How to Educate a Wife de Monta Bell
- 1924 : Daughters of Pleasure de William Beaudine
- 1926 : Souvent est pris (The Man Upstairs) de Roy Del Ruth
- 1926 : Marquita l'espionne (Across the Pacific) de Roy Del Ruth
- 1927 : Brass Knuckles de Lloyd Bacon
- 1927 : L'Imbattable (One-Round Hogan) de Howard Bretherton
- 1927 : The Brute d'Irving Cummings
- 1928 : Across the Atlantic de Howard Bretherton
- 1928 : Conquest de Roy Del Ruth
- 1929 : La Tigresse (Tiger Rose) de George Fitzmaurice
- 1929 : L'Homme aux deux visages (Skin Deep) de Ray Enright
- 1929 : No Defense de Lloyd Bacon

### Années 1930
- 1931 : The Flood de James Tinling
- 1932 : The Stoker (en) de Chester M. Franklin
- 1932 : Officer 13 de George Melford
- 1933 : La Ruée fantastique (Thundering Herd) de Henry Hathaway
- 1933 : The Intruder de Albert Ray
- 1933 : Her Forgotten Past de Wesley Ford
- 1934 : The Last Round up de Henry Hathaway
- 1934 : Les Gars de la marine (Come on Marines), de Henry Hathaway
- 1934 : Wagon Wheels de Charles Barton
- 1934 : Student Tour de Charles Reisner
- 1935 : Les Trois Lanciers du Bengale (The Lives of a Bengal Lancer) d'Henry Hathaway
- 1935 : On Probation de Charles Hutchison
- 1935 : Les Hors-la-loi (G' Men) de William Keighley
- 1935 : Social Error de Harry L. Fraser
- 1935 : L'Épreuve (en) (The Test) de Bernard B. Ray
- 1935 : Trails of the Wild de Sam Newfield
- 1935 : Wanderer of the Wasteland de Otto Lovering
- 1935 : Hot Off the Press de Albert Herman
- 1935 : Nevada de Charles Barton
- 1936 : Desert Gold de James P. Hogan
- 1936 : Treachery Rides the Range de Frank McDonald
- 1936 : Prison Shadows de Robert F. Hill
- 1936 : Une aventure de Buffalo Bill (The Plainsman) de Cecil B. DeMille (non crédité)
- 1936 : Ride Ranger Ride de Joseph Kane
- 1936 : Marie Stuart (Mary of Scotland) de John Ford
- 1936 : Song of the Gringo (en) de John P. McCarthy
- 1937 : La Ville de l'or (The Outcasts of Poker Flat) de Christy Cabanne
- 1937 : Rootin' Tootin' Rhythm de Mack V. Wright
- 1937 : La Ville du diable (Born to the West) de Charles Barton
- 1937 : Âmes à la mer (Souls at Sea) d'Henry Hathaway
- 1937 : La Furie de l'or noir (High, Wide, and Handsome), de Rouben Mamoulian
- 1937 : Sky Racket (en) de Sam Katzman
- 1937 : Thunder Trail (en) de Charles Barton
- 1937 : Une demoiselle en détresse (A Damsel in Distress) de George Stevens
- 1937 : Amateur Crook de Sam Katzman
- 1938 : Rebellious Daughters de Jean Yarbrough
- 1938 : Spawn of the North de Henry Hathaway
- 1938 : King of Alcatraz de Robert Florey
- 1938 : Touchdown Army de Kurt Neumann
- 1938 : Illegal Traffic de Louis King
- 1938 : Tom Sawyer Detective de Louis King
- 1938 : The Mysterious Rider de Lesley Selander
- 1939 : Les Conquérants (Dodge City) de Michael Curtiz
- 1939 : Frontier Pony Express de Joseph Kane
- 1939 : Juarez de William Dieterle
- 1939 : Union Pacific de Cecil B. DeMille
- 1939 : Port of Hate de Harry S. Webb
- 1939 : Our Leading Citizen de Alfred Santell
- 1939 : Geronimo de Paul Sloane
- 1939 : Days of Jesse James de Joseph Kane

### Années 1940
- 1940 : Road to Singapore de Victor Schertzinger
- 1940 : Mystery Sea Raider d'Edward Dmytryk
- 1940 : A Little Bit of Heaven de Andrew Marton
- 1940 : Young Bill Hickok de Joseph Kane
- 1940 : Texas Rangers Ride Again de James P. Hogan
- 1942 : Les Naufrageurs des mers du Sud (Reap the Wild Wind) de Cecil B. DeMille (non crédité)
- 1942 : Griffes jaunes (Across the Pacific) de John Huston
- 1942 : Gentleman Jim de Raoul Walsh (non crédité)
- 1942 : Casablanca de Michael Curtiz
- 1942 : Klondike Fury de William K. Howard
- 1943 : Du sang sur la neige (Northern Pursuit) de Raoul Walsh
- 1944 : Passage pour Marseille (Passage to Marseille) de Michael Curtiz (non crédité)
- 1944 : Le Masque de Dimitrios (The Mask of Demetrios) de Jean Negulesco
- 1945 : L'Intrigante de Saratoga (Saratoga Trunk) de Sam Wood (non crédité)
- 1945 : San Antonio de David Butler
- 1946 : Cinderella Jones de Busby Berkeley
- 1946 : Shadow of a Woman de Joseph Santley
- 1947 : Cheyenne de Raoul Walsh
- 1947 : La Possédée (Possessed) de Curtis Bernhardt
- 1947 : Mon père et nous (Life with Father) de Michael Curtiz
- 1947 : L'Homme que j'aime (The Man I Love) de Raoul Walsh
- 1948 : La Rivière d'argent (Silver River) de Raoul Walsh
- 1948 : Deux Gars du Texas (Two Guys from Texas) de David Butler
- 1948 : Key Largo de John Huston
- 1949 : Flaxy Martin de Richard L. Bare
- 1949 : Les Chevaliers du Texas (South of St. Louis) de Ray Enright
- 1949 : Le Rebelle (The Fountainhead) de King Vidor (non crédité)

### Années 1950
- 1950 : Du sang sur le tapis vert (Backfire) de Vincent Sherman
- 1951 : Le Sentier de l'enfer (Warpath) de Byron Haskin
- 1952 : The Story of Will Rogers de Michael Curtiz
- 1953 : La Dernière Chevauchée (The Last Posse) d'Alfred L. Werker
- 1954 : Bronco Apache (Apache) de Robert Aldrich